# Nemeritis arianensis
Nemeritis arianensis là một loài tò vò trong họ Ichneumonidae.